# Budiš
Budiš (deutsch Budisch, ungarisch Turócborkút – bis 1907 Budis) ist eine Gemeinde im Okres Turčianske Teplice innerhalb des Žilinský kraj in der Slowakei mit etwa 200 Einwohnern.
Der Ort liegt im Südwesten der traditionellen Landschaft Turz am Fuße des Žiar-Gebirges am Bach Jasenica, welche nach einigen Kilometern in den Fluss Turiec mündet. Budiš liegt abseits der Landesstraße 519 und ist 11 Kilometer von Turčianske Teplice, 21 Kilometer von Prievidza und 30 Kilometer von Martin entfernt.
Budiš wurde Anfang des 16. Jahrhunderts von den Wallachen gegründet, nach einiger Zeit jedoch wieder verlassen und erst 1563 wieder belebt. Es war im Besitz der Familien Horváth und Rakovský, hatte eine Mühle und Säge und die Einwohner beschäftigten sich mit der Forstwirtschaft und Handwerken.
Seit 1964 wird von den örtlichen Quellen das Mineralwasser Budiš in einer Abfüllanlage abgefüllt.

## Bevölkerung
| Jahr:                | 1994. | 2004.   | 2014.   | 2024.   |
| -------------------- | ----- | ------- | ------- | ------- |
| Anzahl der Personen: | 198   | 211     | 201     | 197     |
| Unterschied:         |       | +6,56 % | -4,73 % | -1,99 % |

| Jahr:                | 2023. | 2024.   |
| -------------------- | ----- | ------- |
| Anzahl der Personen: | 196   | 197     |
| Unterschied:         |       | +0,51 % |